# Alen Markaryan

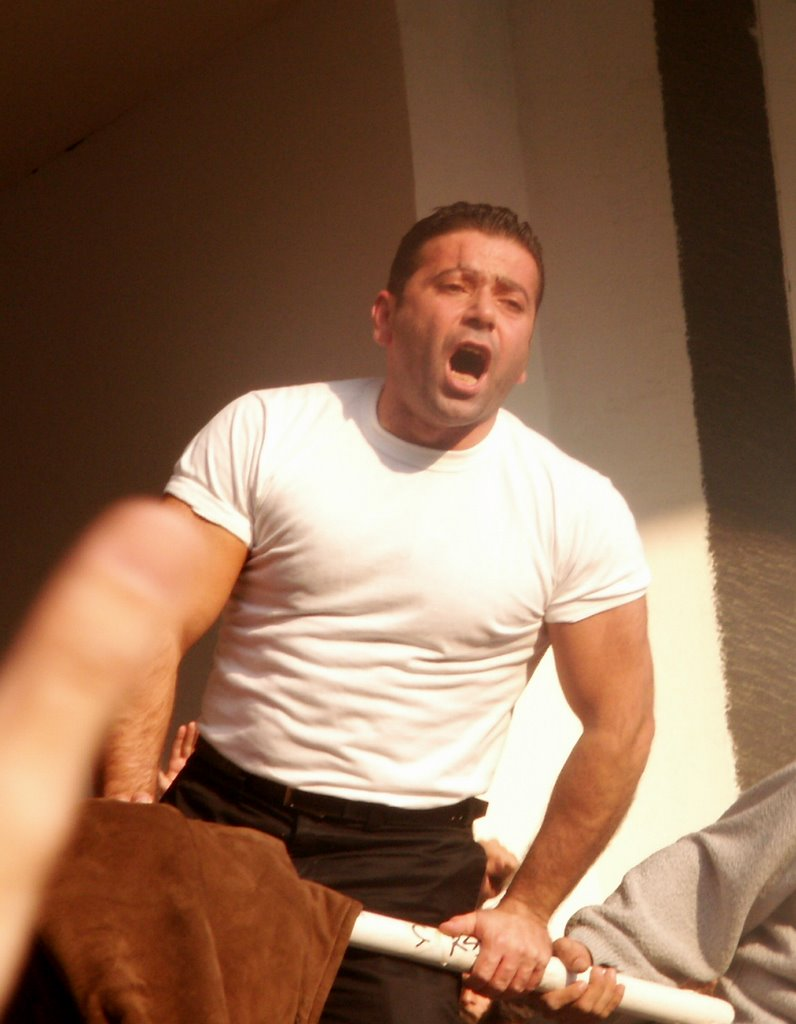
Alen Markaryan

Alen Markaryan (* 30. Juli 1966 in Istanbul, Türkei) ist ein türkischer Fanklub-Vorsitzender und Sportkolumnist armenischer Abstammung. Er ist Anführer der Gruppe Beşiktaş Çarşı und gilt als sogenannter Amigo, damit werden Fußballfans bezeichnet, die die Zuschauermassen „orchestrieren“.
Er war der Einpeitscher der sogenannten Geschlossenen Großen Tribünen des abgerissenen İnönü-Stadions während der Fußballspiele und steht hinter der BJK Akatlar Arena während der Basketballspiele. Zusätzlich ist er einer der Kommentatoren des Karakartal-Forums – eine Fernsehsendung von Beşiktaş TV. Er schrieb für die Sportzeitschrift Pas Fotomaç. Heute schreibt er für die Tageszeitung Akşam sowie Bücher, darunter eins mit dem Titel Quaresma über den Fußballspieler Ricardo Quaresma.
Alen Markaryan betreibt sein eigenes Döner-Kebab-Restaurant, das Aleni Kebap Salonu in Pangaltı. Er ist verheiratet und Vater einer Tochter.

## Werke
- Quaresma. Çizmeli Kedi Yayinlari, 2010, ISBN 978-6-05567190-7 (türkisch).